# Footlights

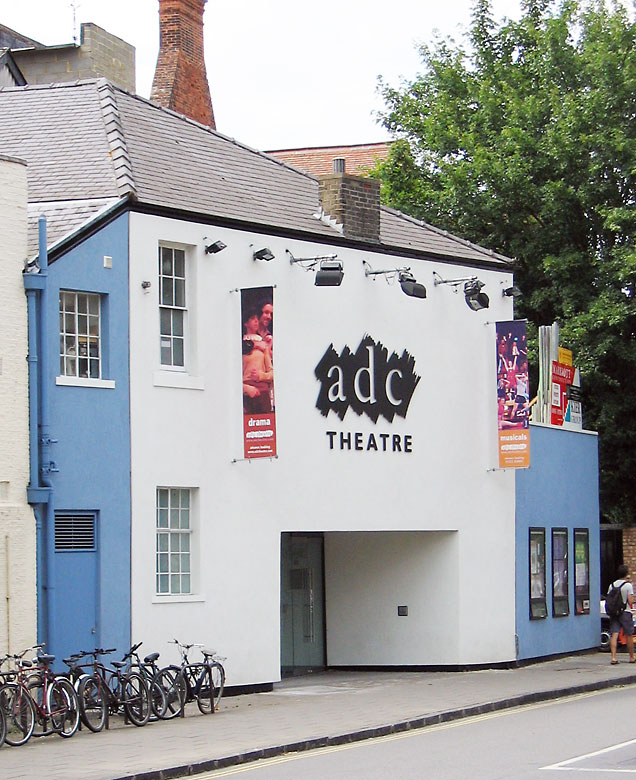
El Teatro ADC en Cambridge. El local, sede del Amateur Dramatic Club (ADC) desde su fundación en 1855, sirve también para las actuaciones de Footlights.

El Cambridge University Footlights Dramatic Club, más conocido como Footlights ('candilejas'), es una compañía teatral dirigida por los estudiantes de la Universidad de Cambridge, en Cambridge, Inglaterra. Fundada el 9 de junio de 1883, Footlights se dedicaba más al género de la revista y pretendía alcanzar un público más amplio que el Amateur Dramatic Club (ADC), asociación también dirigida por los propios estudiantes, fundada en 1855 y dedicada principalmente a interpretar obras clásicas.
Estrechamente asociado al Edinburgh Fringe Festival, además de lanzar las carreras en solitario de numerosos actores y cómicos británicos, Footlights juntó a muchos de los protagonistas de algunos de los programas televisivos y shows más conocidos de las décadas de 1960 —considerada la década del boom de la sátira británica—, 1970 y 1980, como Beyond the Fringe, Monty Python o The Goodies.

## Miembros del club
Entre el grupo de los actores, comediantes, intérpretes, dramaturgos, escritores y otros personajes destacados de las artes escénicas británicas que pasaron por Footlights durante sus carreras en Cambridge —y algunos también actuaban con el Amateur Dramatic Club— se incluyen: